# Dystrykt Kokoyah
Dystrykt Kokoyah – dystrykt w hrabstwie Bong, w środkowej części Liberii. 
Położony jest 140 km na wschód od stolicy kraju – Monrovii. 
W 2020 łączna powierzchnia lasów w dystrykcie Kokoyah wyniosła 78 800 ha, co stanowiło ponad 85% całkowitej powierzchni dystryktu. 

## Demografia
Według spisu ludności z 2008 roku jednostka liczyła sobie 3 707 mieszkańców. Natomiast według spisu ludności przeprowadzonego w 2022 roku, dystrykt ma populację liczącą 4 012 mieszkańców, co czyni go najmniej zaludnionym dystryktem w hrabstwie.
Dane z 2008:
| Opis      | Ogółem | Ogółem | Mężczyźni | Mężczyźni | Kobiety | Kobiety |
| --------- | ------ | ------ | --------- | --------- | ------- | ------- |
| Jednostka | osób   | %      | osób      | %         | osób    | %       |
| Populacja | 3 707  | 100    | 1 826     | 49,3      | 1 881   | 50,7    |

Dane z 2022:
| Opis      | Ogółem | Ogółem | Mężczyźni | Mężczyźni | Kobiety | Kobiety |
| --------- | ------ | ------ | --------- | --------- | ------- | ------- |
| Jednostka | osób   | %      | osób      | %         | osób    | %       |
| Populacja | 4 012  | 100    | 1 980     | 49,4      | 2 032   | 50,6    |

## Sąsiednie dystrykty
Dystrykt 2, Dystrykt 3, Jorquelleh, Tukpahbllee, Yeallequelleh